# Lobosporangium
Lobosporangium är ett släkte av svampar. Lobosporangium ingår i familjen Mortierellaceae, ordningen Mortierellales, divisionen oksvampar och riket svampar.
|                | Mortierella                                   |
|                |                                               |
| Lobosporangium | \| \| Lobosporangium transversale \| \| \| \| |
|                | \| \| Lobosporangium transversale \| \| \| \| |
|                | Gamsiella                                     |
|                |                                               |
|                | Aquamortierella                               |
|                |                                               |
|                | Modicella                                     |
|                |                                               |
|                | Dissophora                                    |
|                |                                               |
|                | Lobosporangium transversale                   |
|                |                                               |

|  | Lobosporangium transversale |
|  |                             |